# Hannah Reid
Hannah Felicity May Reid (Londra, 30 dicembre 1989) è una musicista britannica.
È la cantante, tastierista e compositrice della band inglese London Grammar.

## Biografia
Hannah Reid è cresciuta ad Acton ed ha frequentato la scuola a West London. Ha ricevuto una formazione vocale e voleva diventare una psicoanalista, mentre lavorava come parrucchiera e in un bar, prima di andare all'università. Inizialmente aveva in programma di dedicarsi alla recitazione dopo aver conseguito una borsa di studio per il teatro. Reid studiava storia dell'arte e inglese all'Università di Nottingham, dove incontrò il chitarrista Dan Rothman. Nel 2009 assieme a Rothman e Dominic 'Dot' Major, ha fondato la band London Grammar.
La battaglia di Hannah con la paura del palcoscenico è stata ampiamente raccontata da diversi giornalisti; in un'intervista ha dichiarato che mentre si trova sul palco "a volte i nervi non si sollevano affatto, e si sente semplicemente orribile e in preda al panico per tutto il tempo". Per aiutare a combattere questa fobia, ha iniziato a praticare la tecnica della libertà emotiva. È anche nota per la sua ampia estensione vocale e la voce da contralto emotiva.

## Vita privata
Vive a West London con il suo compagno e un bulldog francese.

## Discografia

### Con i London Grammar

#### Album in studio
- If You Wait (2013)
- Truth Is a Beautiful Thing (2017)
- Californian Soil (2021)
- The Greatest Love (2024)